# ソユーズ
ソユーズ（ロシア語: Союз, 英語: Soyuz）は、ソビエト連邦およびロシア連邦の1~3人乗り有人宇宙船である。2人乗りボスホート宇宙船に続くもので、ソ連の有人月旅行計画のために製作されたが、結局有人月旅行計画は実現されなかった。当初はソ連の宇宙ステーション「サリュート」や「ミール」への連絡に使用され、登場から50年以上経た21世紀でも、国際宇宙ステーション (ISS) へアクセスする有人往復宇宙船、およびステーションからの緊急時の脱出・帰還用として、現役で使用されている。
1967年のソユーズ1号の初飛行以来、さまざまな改良型や、特定のミッションのための改修型などが開発され、数え切れないほど多くの種類がある。2016年以降はソユーズMSというバージョンが使用されている。2011年のスペースシャトル退役から2020年のスペースX社のクルードラゴンの初飛行までの期間、ソユーズはISS参加国で有人宇宙飛行を行う唯一の手段として、ISSへの人員輸送を担った。
名称の「ソユーズ」は、ロシア語で「団結」や「同盟・連盟・連邦」を表す一般名詞であるが、特にソビエト連邦 (Союз Советских Социалистических Республик) の略称としても用いられた語であり、これにちなんだネーミングである。ロシア語本来の読みは /sɐˈjus/（「サユース」が近い）。

## 機体

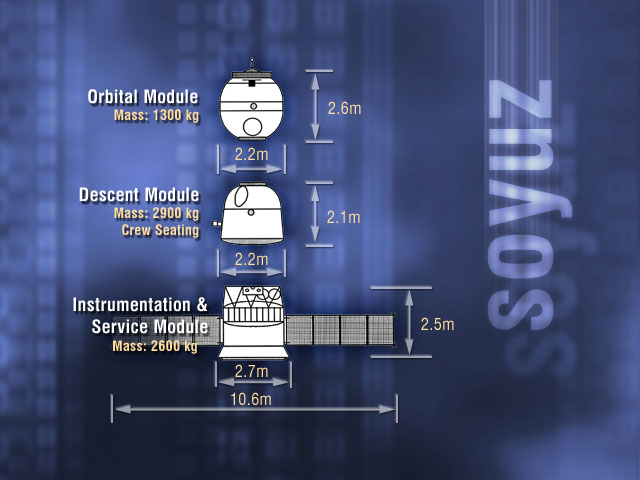
ソユーズTMA型の各部の重さと大きさ

軌道上での状態のソユーズ宇宙船は機体前方から見て、ほぼ球形の軌道船・釣鐘型の帰還船・円筒形の機械船の3つからなる。3つのモジュールのうち地上まで帰還するのは帰還船のみで、他のモジュールは再突入の際に切り離して、大気圏に突入して燃え尽きる。
機体の大きな特徴は機械船の側面に二枚ついた太陽電池パネルであり、宇宙空間で自力発電することによって使用電力を補っている。ソユーズ初期型は計画変更に伴う数回のマイナーチェンジを経て1967年4月の1号から1981年5月の40号まで運用された。1979年12月には改良型のソユーズTが登場、T-1からT-15まで運用された。この機体は宇宙ステーションとドッキングすることを前提としており、太陽電池パネルを設置していない機体が多い。1987年にはさらなる改良型のソユーズTMが登場、TM-1からTM-34（2002年）まで運用された後、2002年10月から改良型のソユーズTMAが運用され始めた。2010年10月初めにはソユーズTMAをデジタル制御化したソユーズTMA-Mがデビューした。2016年7月には最後の改良型となるソユーズMSが運用開始した。
搭乗員の体格には厳しい制約がある（後述）。
ソユーズとほぼ同型だが地上帰還能力や生命維持機構を搭載しない、輸送船に特化されたタイプである「プログレス」がある。こちらもサリュート時代から使用されており、食料や酸素、推進剤、予備品などの物資輸送に活躍している。初代プログレスは42号まで、改良型のプログレスMは67号まで、プログレスM1は11号まで使われ、最新型はプログレスMSが使われている。
ソユーズMSは最後の改良型とされており、その後継には2023年現在開発中の新型宇宙船オリョールが当てられる予定である。

### 軌道船

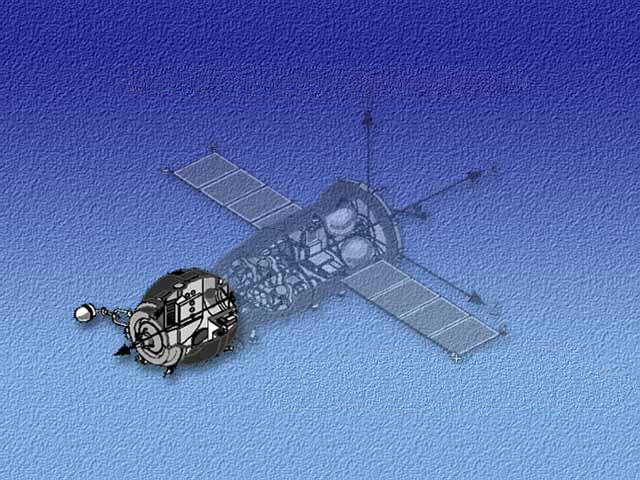
軌道船

機体前方から見て一番前に存在する、球形をしたモジュール。
軌道上で乗員が主に活動するモジュールで、実験用の機器・船外活動のための気密室があり、エアロックが使われたのはサリュート6とドッキングするようになる前の初期の話である。打ち上げ前にクルーがソユーズに乗り込む際のハッチは軌道船にあり、軌道船内からもう一つハッチを経由し帰還船の座席に座る形となる。そのほか、ソユーズ同士や、ミールやISSといった宇宙ステーションなどとのドッキング装置も有する。イラストにある出っ張りは、ドッキングする際に使用するレーダーである。これはソユーズTのものであり、以後は出っ張りはなくなった。その他トイレなどもこの軌道船に備え付けられている。
大気圏再突入の際は、帰還船と切り離され、燃え尽きる。

### 帰還船

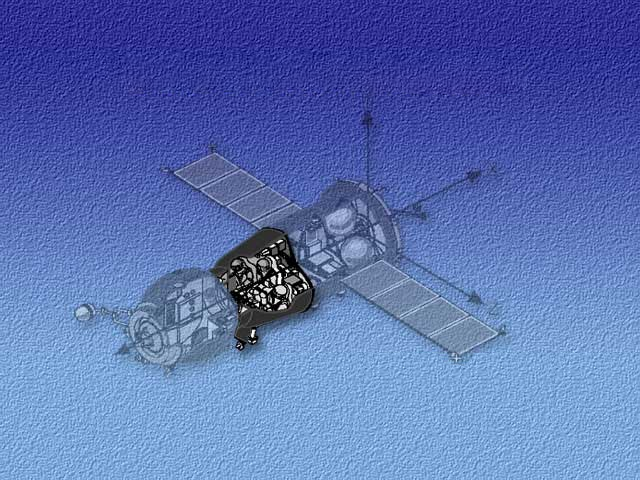
帰還船

乗員が打ち上げと再突入の際に乗る、釣鐘型をした部分。1 - 3人乗りで、中で乗員は足を集めるように扇形に座る。
大気圏再突入のために機械船から分離された後は、過酸化水素を利用した一液式スラスタを用いて適切な姿勢を維持し、突入時の最大加速度を軽減する。再突入の際は格納されたパラシュートを開いて減速し、地上約0.8mまで降下した時に、帰還船の下に取り付けられた小型の固体逆噴射ロケットによって、エアクッション効果を利用して着地の衝撃を和らげる。
帰還船の表面はアブレータによりコーティングされている。これはちょうど接着剤が固まったようなもので、化学繊維に含浸させて固めることにより強度を維持している。再突入時にはアブレータ自体が溶けて熱分解する際の融解熱と分解熱、および炭化したアブレータによって内部を保護する。アメリカのスペースシャトルに使われている耐熱タイルのように繰り返し使うことは出来ないが、耐熱タイルほど脆くない上に、ソユーズカプセル自体が繰り返し使うことは考えられていないため、問題はない。軌道飛行時にはアブレータの上を8枚の断熱ブランケットが覆っている。これは軌道飛行時に帰還船を高温・低温・塵から保護するためのものであり、大気圏再突入前のモジュール切り離しの際に外される。
なお乗員は3人と言っても、初期のソユーズは3人乗ると狭いため、帰還時に与圧服は着ていなかった（2人で乗れば着用は可能だった）。しかし、ソユーズ11号で帰還時に帰還船の空気が漏れ、上空で乗員が3人とも窒息死した事故の後は、安全のために与圧服を着るようになった。これに伴い一時的に乗員は最大2人に減らされたが、1976年に登場した改良型のソユーズT型から、与圧服を着た状態で3人が搭乗可能になった。
Centaur耐Gスーツが用いられ、対象研究よりもより加速に耐え、宇宙飛行においても成功を収めている。ただし、公称と比較して、長時間の無重力状態の後の弾道降下において、洞性頻脈および頻呼吸が顕著となり、45歳以上では予後不良のECG兆候も見られた。高齢の宇宙飛行士についてはより慎重なスクリーニングを行う必要があるかも知れない。

### 機械船
軌道上で一番後部にある、円筒形のモジュール。

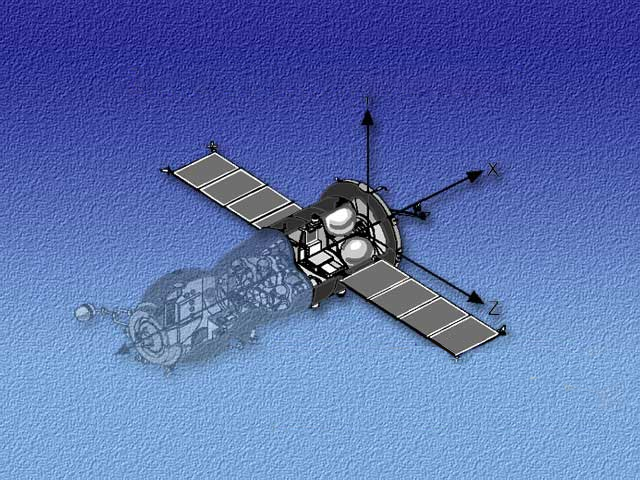
機械船

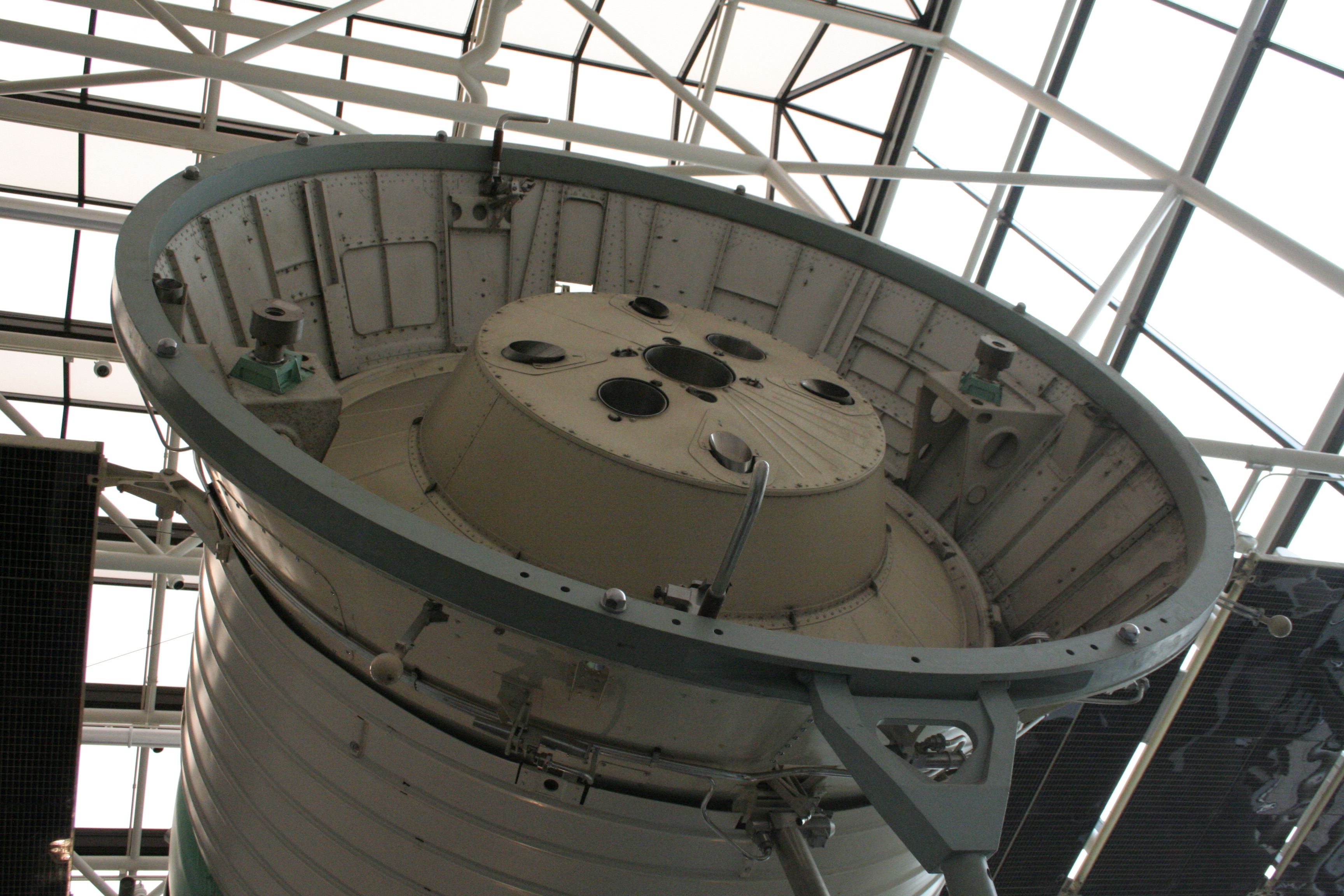
中央部に装備されたメインエンジン

姿勢制御スラスタや、軌道制御と大気圏再突入時に使うメインエンジン1基およびそれらの燃料タンク、さらには飛行士の生命維持のために必要な酸素や水などが搭載されている。推進剤はヒドラジン系（非対称ジメチルヒドラジンと四酸化二窒素）を用いる。名前の通り機械類専用のモジュールで、人が入るスペースはない。機械船の大きな特徴は横に長い太陽電池パネルで、打上げ時にはこれは折り畳まれて格納されており、軌道投入後に展開される。
軌道船と同じく、大気圏再突入の際に切り離され、空力加熱により燃え尽きる。

### 船内の空気
宇宙船内の空気は、地上の大気組成にほぼ等しい80%の窒素と20%の酸素の混合ガスを、1気圧に保っている。これは「ボストーク」以来のソ連・ロシアの宇宙船の伝統である。アメリカではアポロ計画のアポロ1号の地上試験時に純粋酸素に起因する事故が起こるまでは船内気圧を減圧して100%純粋酸素を船内に充填していた (ただし、0.2気圧の酸素である。ヒトが生存するためには酸素分圧が0.2気圧あればよいので、0.8気圧分の窒素を搭載しないことで数百グラムは軽量化できる)。なお、ソユーズの3つのハッチ（ドッキング部、軌道船のクルー乗り込み口、帰還船のハッチ）はすべて内開きの構造になっている。
ソユーズ計画初期の頃は、ソユーズ宇宙船の搭乗員は、減圧から身を守るためにヤストレブ宇宙服を着用していたが、現在はソコル宇宙服を着用している。

## 打ち上げロケット

R-7ファミリー

ソユーズの打ち上げには、通常R-7（ロシア語 Р-7）というミサイルを改良した11A511型ロケットが使われる。11A511とはロシア国防省内のGRAUによる名称であり、アメリカ議会図書館ではA-2と命名しており、この呼称のほうがよく知られる。ソユーズ宇宙船と合わせソユーズロケットとも呼ばれる。
R-7の改良型はスプートニク1号やユーリ・ガガーリンも乗ったボストークを打ち上げた実績を持っている。A-1（ボストーク、ルナロケット）やA-2を含むA型ロケットは、もともとはR型ミサイル、すなわち大陸間弾道ミサイルとして開発されたものであり、A-2から宇宙船を外せばそのまま核弾頭を搭載して北米に撃ち込むことができた。同様にアメリカでも、マーキュリー宇宙船を打ち上げたレッドストーンも短距離弾道ミサイルだったことなどから、宇宙開発がどれだけ軍拡競争と密接な関係にあったかがうかがえる。
A-2も随所に改良点はあるものの、ケロシンと液体酸素を燃料としたり、第2段ロケットの周りに4本の第1段ロケットを取り付けるクラスター構成など、基本的なシステムは初期のR-7から代々受け継がれている。
アメリカ側では第1段の4本のロケットは補助ロケットブースター（第0段）と見なしており、この場合中央の第2段ロケットが第1段となる。
ソユーズロケット (A-2) 一覧
- ソユーズ 11A511
- ソユーズL 11A511L
- ソユーズM 11A511M
- ソユーズU 11A511U
- ソユーズU2 11A511U2、11A511K
- ソユーズFG 11A511U-FG
- ソユーズ2 14A14

ソユーズ宇宙船の打上げには、16号からTM-34まではソユーズUロケット、TMA-1からは改良型のソユーズFGロケットが使われている。一方、プログレス補給船の打上げには数機がソユーズFGロケットの試験を兼ねて打上げられたのを除き、ソユーズUロケットが使い続けられている。

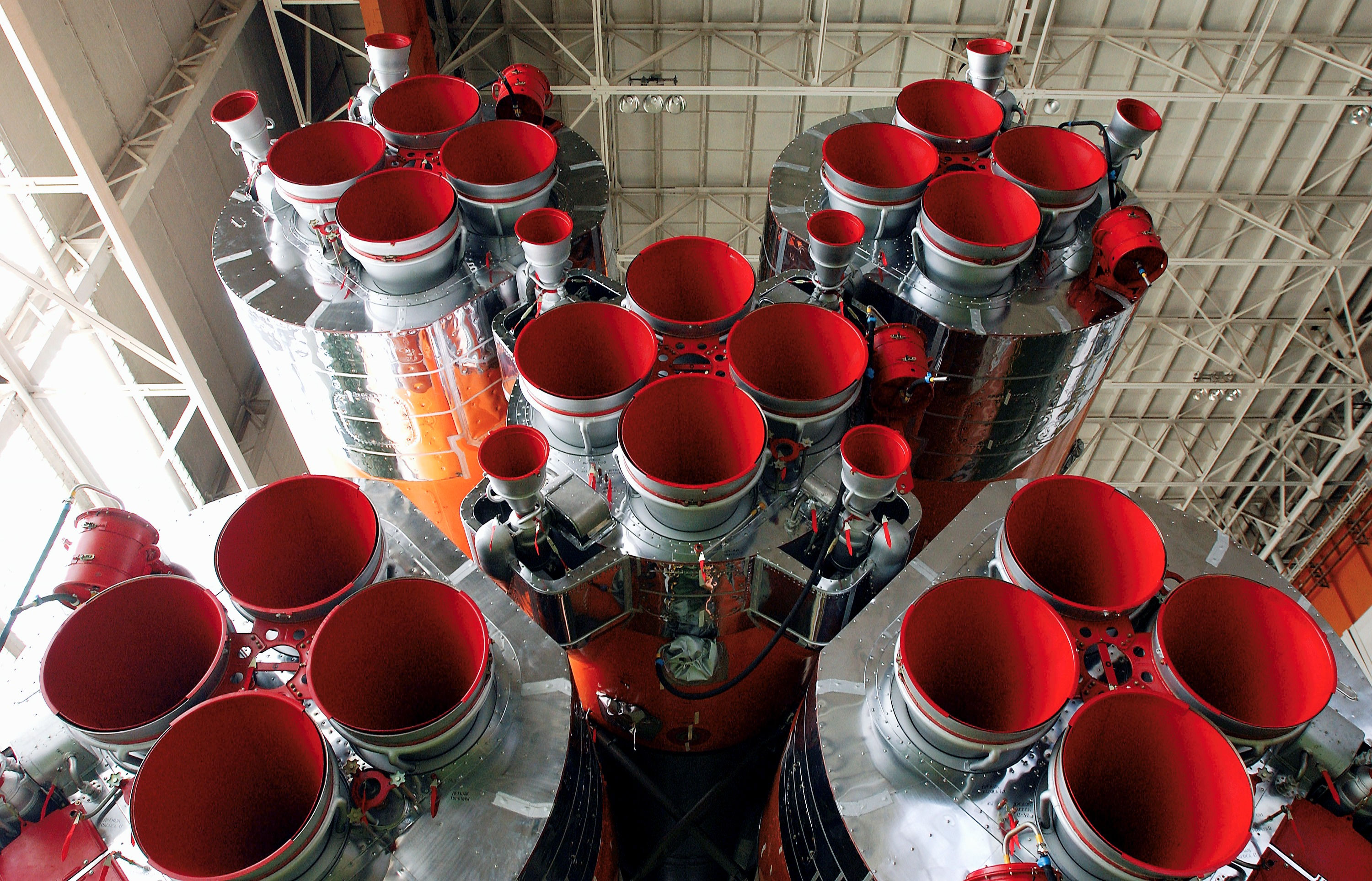
エンジン。周囲が第1段、中央が第2段

アメリカや日本では、ブースターと1段ロケットと呼ばれているものは、ロシアでは1段ロケットと2段ロケットと呼ぶ。A-2では、第１段も第２段も、4基の燃焼室と、その周りにある姿勢制御のための補助エンジン（バーニアエンジン）からなる。2段はRD-108、1段はRD-107エンジンを使用。補助エンジンは第2段に四方に合計4基、第1段には外側に2基装備されている点がRD-107とRD-108エンジンの違いである。
メインエンジンのノズルは固定されているが、補助エンジンにはジンバル機構（ノズルの向きを傾ける機構）が備わっており、これを動かすことによってロケットの姿勢を制御する。4基の燃焼室からなるメインエンジンの燃料を送るポンプは1基だけで、ポンプの先の燃焼室とノズルが4基になっている。こうすることで燃焼室1基あたりの圧力を下げることが出来るため、圧力に対する耐久力の設計を低く抑えられる。
そして第2段の上にトラス部分を経て第3段ロケットが搭載され、さらにその上にソユーズ宇宙船やプログレス補給船が搭載される。トラス部分が存在するのは、切り離しに先立って第3段ロケットを点火してトラス部分に噴射することで第2段ロケットとの距離を確保して衝突を防ぐためであり、ソビエト連邦の多段式ロケットの多くに採用されている機構である。実際ソユーズ18号では切り離し機構の故障により切り離しに失敗したが、第3段ロケットの推力で切り離し機構を焼き切ることで切り離しに成功し地球に生還することができた。
ロケットの頂部には空気の流れを整えるためにフェアリング（カバー）と、最上部にはアポロ宇宙船などと同様のアボートタワーが取り付けられる。これらは第1段ロケット分離前後に大気圏上層部で外される。
これら全て合わせると、最大で直径10.3m、全長49.3m、重量310トンになる。

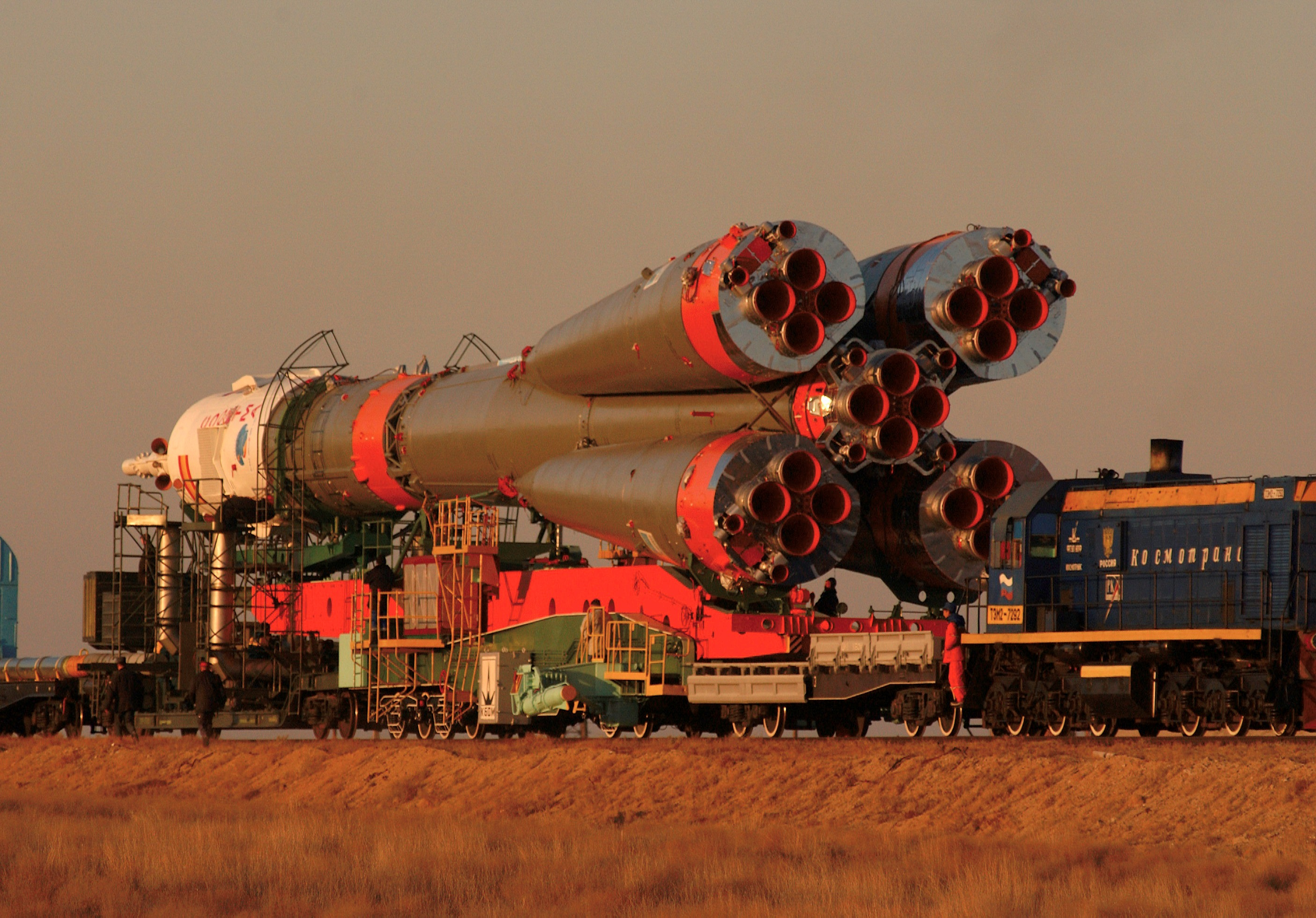
レール上を発射台に向かうソユーズTMA-3打ち上げ用のソユーズロケット

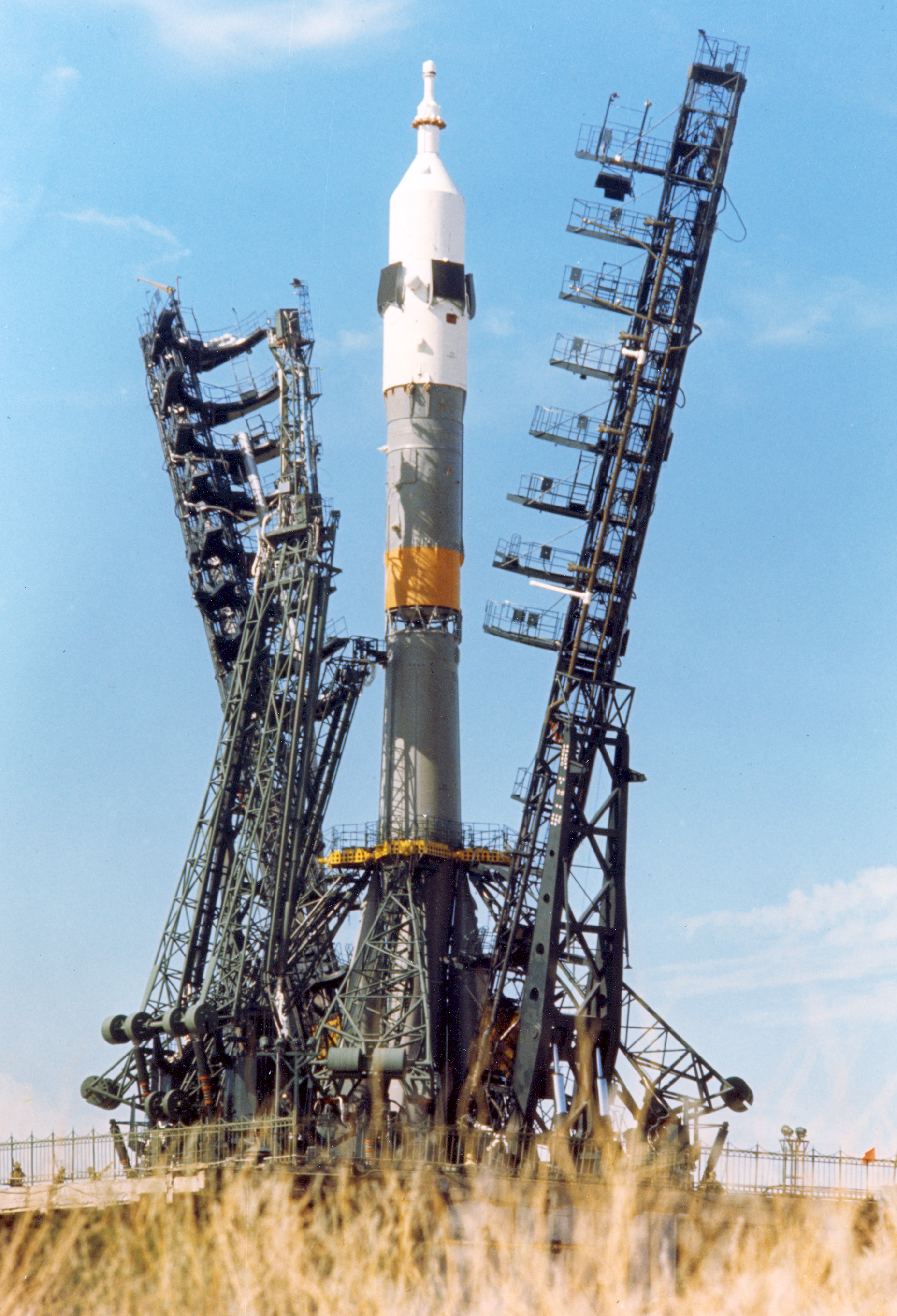
発射台上に設置されるソユーズ（バイコヌール、1975年7月15日）

A-2の打ち上げでユニークなのは、打ち上げまでロケットを保持していた支柱が、ロケットエンジンに点火されると同時に花びらのように開く方式である。このような方法になったのは、ロケットの軽量化が理由である。
第1段ロケット4本を外部に設置した中央の第2段ロケットは軽量化の結果、構造的に第1段ロケットの重量を支えることが出来なかったため、トラス構造の頑丈な支柱に第1段ロケットが吊り上げられた状態で発射される。この方式はチュルパン（Tyulpan、チューリップ）発射方式と呼ばれ、レニングラード金属鋳造工場 (LMZ) で設計された。ロケットのエンジンが点火され、第1段ロケットの推力が上がりそれ自体の重量を支えられるようになると（すなわち「エンジン出推力重量」となると）、第1段ロケットを支持する4つの支柱が離れ外側へ倒れこみ、ロケットは上昇を開始する。この光景はロシアのロケット発射に固有の風景である。西側のロケットではブースター重量を第1段が支持できるためこのような構造は見られない。
打ち上げから114秒後にアボートタワー、118秒後に第1段ロケットを切り離し、さらに加速。157秒後に大気圏上層部でフェアリングを分離し、さらに打ち上げから287秒で第2段を切り離し、第3段に点火。最終的に発射から528秒後、ソユーズ宇宙船が地球周回軌道に投入される。
※打ち上げロケット (A-2) についてはR-7 (ロケット)のページも参照のこと。

## 評価

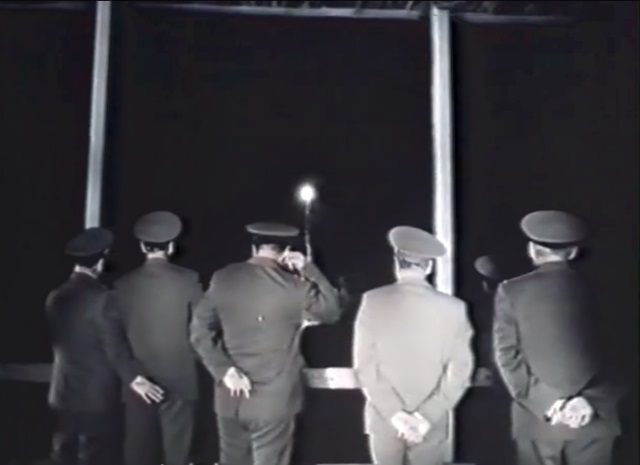
打上げ脱出システムが作動したソユーズT-10-1

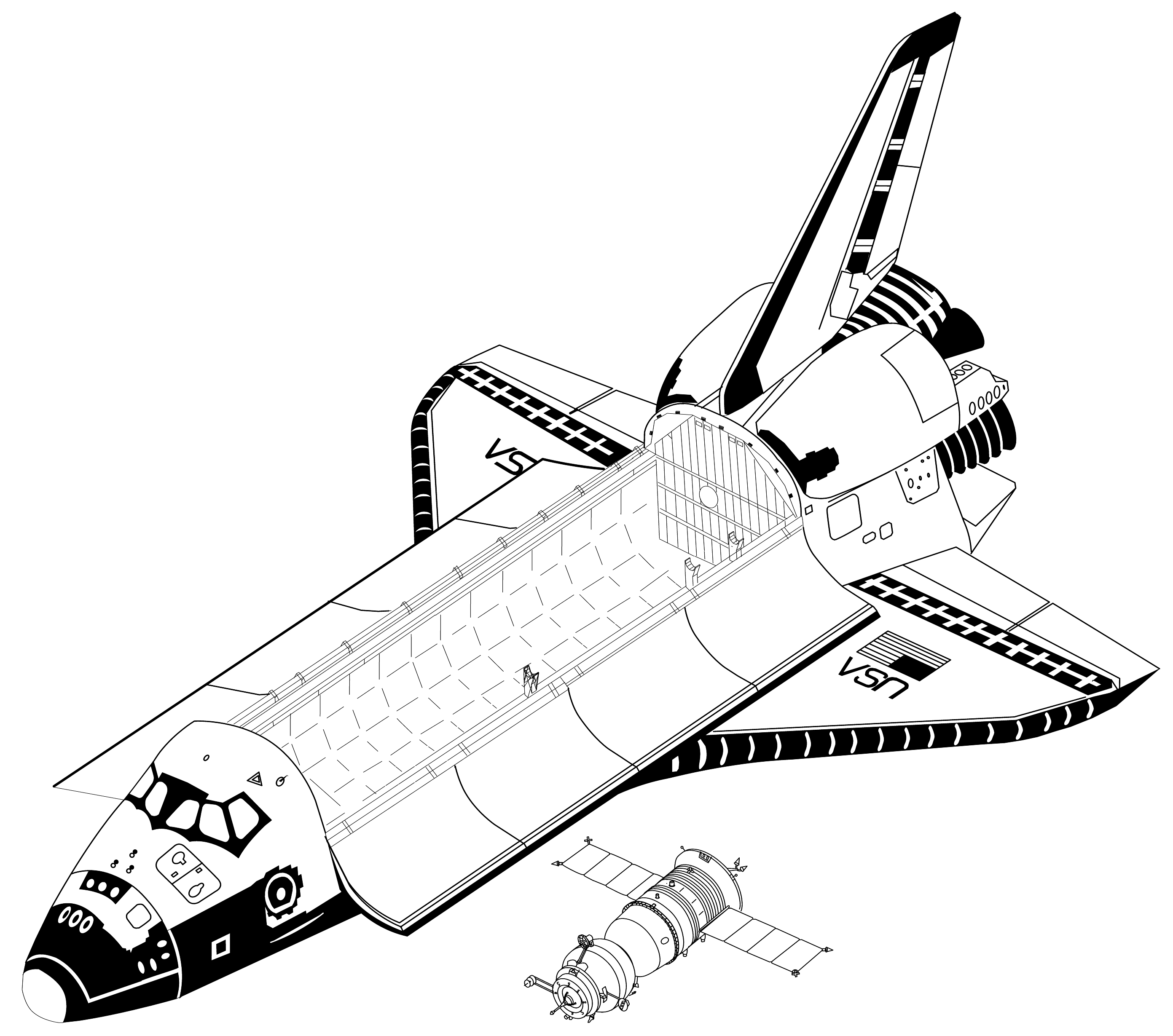
スペースシャトルとソユーズTM型の大きさ比較。
スペースシャトルは巨大な貨物室を持っているが、ソユーズにはそのようなものはない

現役の有人宇宙船としては長年の改良の結果、安全で経済的であるとされ、極めて高く評価されている。特に、1981年の初飛行以来2度死亡事故を起こした「スペースシャトル」に比べ、ソユーズの基本設計はハイテク機器でもない「枯れた技術」の宇宙船である。が、極限まで改良が進んでいるため、確立された性能を誇り、すでに50年以上にわたって宇宙飛行士の死亡事故を起こしていない。
スペースシャトルに比べて、ソユーズが有利だと言われている主な理由に、次のようなものが挙げられる。
- 発射30秒前からブースターロケットが燃え尽きるまで、トラブルが発生しても脱出する術を持たないシャトルに比べ、ソユーズは非常脱出ロケットによって、発射台に据え付けられてから軌道到達までの間、必要時に瞬時に乗員の乗る帰還船のみを分離させ、搭乗員を安全な地点まで脱出させることが可能である（一応シャトルにも類似の方法が全くないわけではないが、実用性が悪く、不可能に近い）。
- 何度も同じ機体を使うシャトルに対し、ソユーズは1回きりなので、再利用のための部品はなく機体設計に無理がない。
- 同様の理由から、新しい技術を順次機体に取り込むことが容易に出来る。
- ソユーズロケットの能力を向上することで、本体の改良なしに打ち上げ能力を向上させることができる。
- 単純なカプセル型のため、通常の帰還時に自由落下とパラシュートで済み、特殊な機動をしなくてよい。

なお、わざわざ信頼性を再実証するリスクを背負ってまで新規に設計する必要が無い部分については可能な限り引き継ぎながらも、技術や素材の進歩を取り入れるなど、必要に応じた機体構造やコンポーネントの改良や更新は常に行われている。またロケット全体を更新せず、部分的に改良・更新を重ねていくスタイルは、欧米のロケットも基本的に同様である。

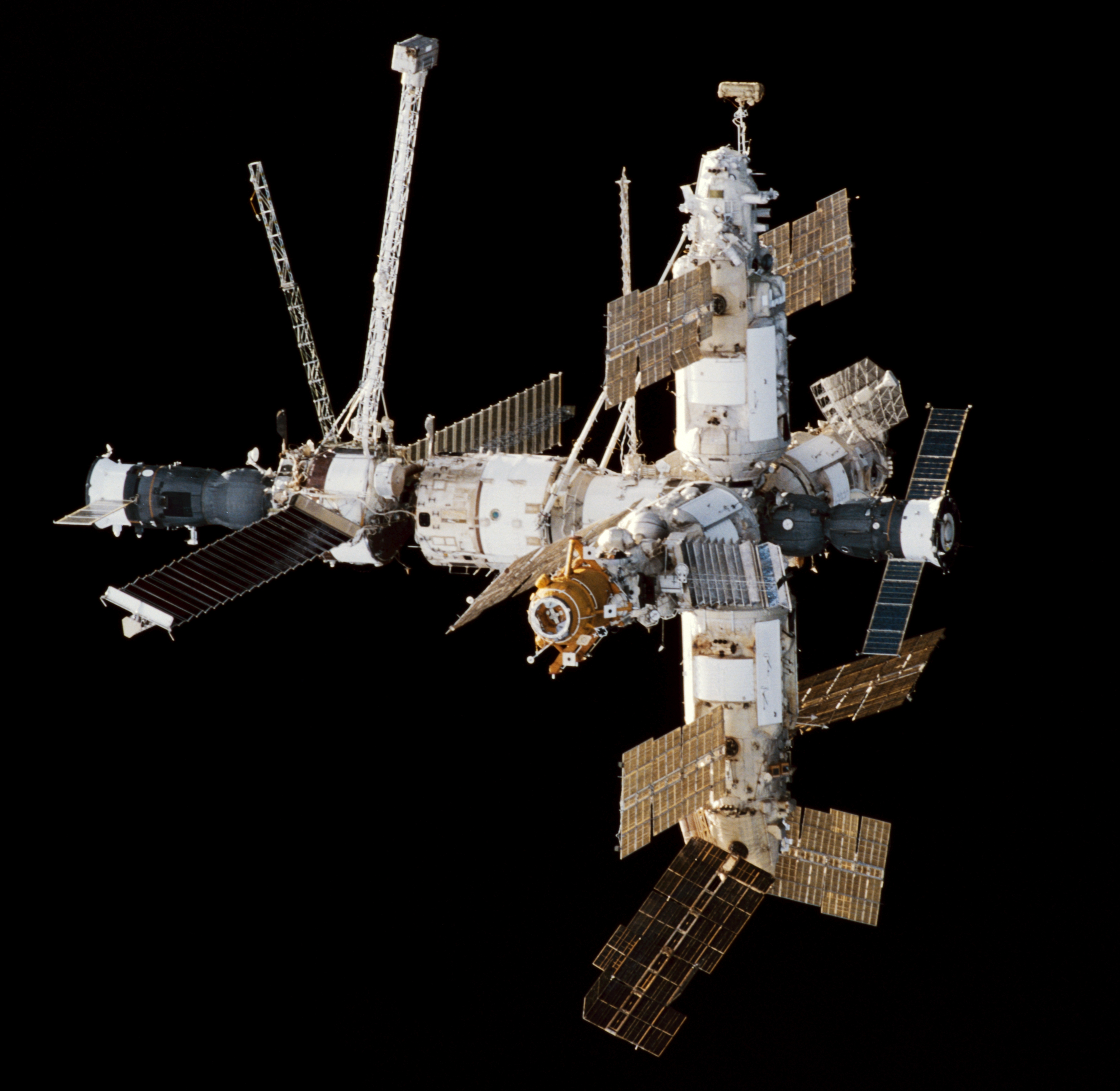
ミール宇宙ステーションに係留されるソユーズ宇宙船（右端）左端はプログレス補給船

現行のソユーズは軌道上の宇宙への到達および、宇宙ステーションとの人員往復が目的であり、軌道上の実験プラットフォームであるスペースシャトルとは目的、設計運用思想が異なっている。シャトルは衛星軌道上の大型人工衛星を機体を地球に持ち帰るような、ソユーズでは不可能なミッションも行う事ができる。また、設計年代や元々は月への飛行用として設計された事などからスペースシャトルよりもアポロ宇宙船の方が似ており、スペースシャトルとは単純に優劣を比べることはできない。
ソユーズが開発された当初の60年代から80年代までは、致命的な事故を何度か経験しており死者も出している。現在のソユーズの安全性は、それら過去の失敗経験をフィードバックしたものである。

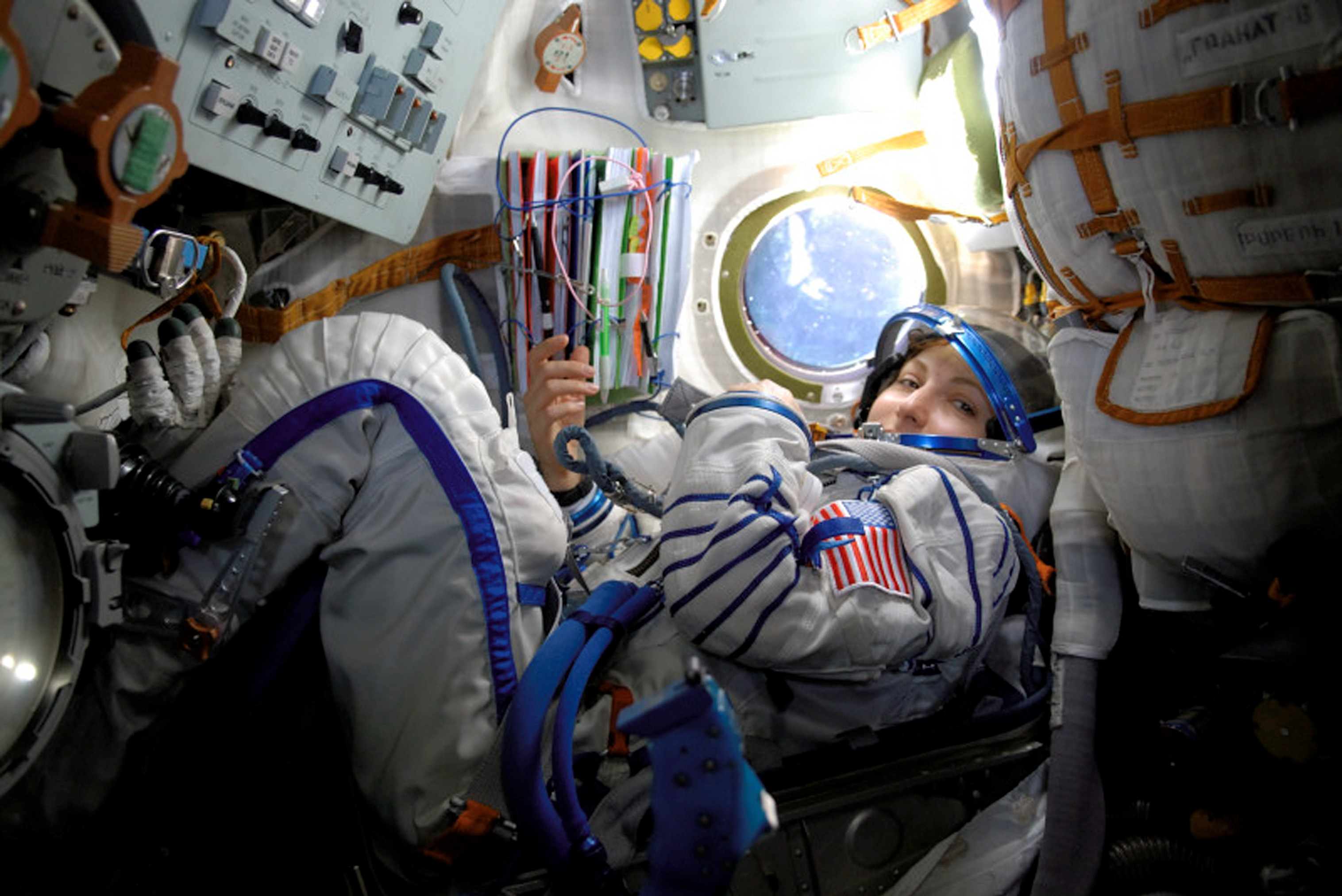
船内の座席に座った様子

NASA作成の資料では「RKKエネルギアのソユーズ宇宙船の『7600万USドル（約84億円）/人』の打ち上げ費用と比較して、スペースXのクルードラゴン宇宙船の打ち上げ費用は『5800万USドル（約64億円）/人』と低価格で経済的である」と記述されている。
なお、ソユーズが現在も宇宙開発の第一線にある現状は、ソユーズの後継として計画されたプロジェクトが全て頓挫した結果であるとも言える。
一方で安全性を重視したため、船内空間の都合上、身長だけでなく、骨盤と膝の間隔が一定内に収まっていることが求められるなど、後発の宇宙船に比べると体格制限が厳しいため、NASAで宇宙飛行士の選考を行う責任者からは「100万ドル貰っても乗りたくない」と評された。TMA型またはTMA-M型では身長が150 - 190cm（TM型は164 - 182cm）、体重が50 - 90kg（TM型は56 - 85kg）の範囲にある者で、さらに前述の体格制限をクリアした者に限られる。

## 今後
ソユーズ宇宙船の後継としては、2023年現在新型宇宙船オリョールが開発中である。ソユーズ宇宙船の後継となる有人宇宙船は過去も何度か提案されたが、失敗が続いた。ソビエト連邦はブランと呼ばれる再使用型宇宙往還機を1988年に無人飛行させたが、ソ連崩壊とロシアの財政難が重なり放棄された。ロシアは2006年、新型の宇宙船としてクリーペルと呼ばれる小型の翼が付いた宇宙船を開発中であると発言したが、結局、計画のみで終わった。
なお、ソユーズロケットは、現在はバイコヌール宇宙基地（ソユーズ宇宙船、プログレス補給船の打上げはここからのみ実施）と、プレセツク宇宙基地から打ち上げられているが、2011年10月以降は南米のギアナ宇宙センターから商業打ち上げ用のソユーズSTロケットを打ち上げている。さらに東シベリアの基地に射場を整備する計画が進められており、当初は、最初の無人ロケット打ち上げが2015年、有人宇宙船打上げが2018年に行われ、同宇宙基地が完全に完成するのは2018年となる予定であったが、予算配分をめぐる対立から着工の遅れが報じられたこともあった。そのような中、このボストチヌイ宇宙基地において、2016年4月28日、現地入りしたプーチン大統領が見守る中、第1号となるソユーズ 2.1aロケットの打ち上げを実施し、衛星の軌道投入に成功した。

## 宇宙旅行への利用
ソユーズ宇宙船はスペースシャトル以上の安全性と信頼性から、史上最初の、そして2009年までは唯一の民間人が宇宙旅行を行える手段でもあった。
ロシア連邦宇宙局は政府の財政難のため、国際宇宙ステーション (ISS) と往復する「ソユーズの座席」を世界に向けて販売していた。2001年4月28日にアメリカの富豪であるデニス・チトーを約2000万ドル（2001年当時のレートで約24億円）でソユーズTM-32により宇宙に1週間滞在させたのを皮切りに、世界各国から募った民間人を宇宙まで打ち上げていたが、2011年にNASAのスペースシャトルが引退し、国際宇宙ステーションに宇宙飛行士を運べる手段がソユーズに限られることを踏まえ、2009年9月打ち上げのTMA-16で一旦終了した。
その後、2020年にアメリカの宇宙企業「スペースX」がクルードラゴンの開発に成功し、ソユーズの運搬人員や容量に余裕が出てきたことから2021年に民間人に向けての同宇宙船での宇宙旅行販売を再開。同年10月にISSでの映画撮影目的でロシア人の女優であるユリア・ペレシルドと監督のクリム・シペンコが、同年12月には日本の実業家である前澤友作と平野陽三がそれぞれ同宇宙船を利用してISSに渡航・滞在した。
なお、一般公募によるものではないが、チトーが宇宙に行く11年前の1990年12月2日、すでに日本のTBS社員（当時）の秋山豊寛が、TBSが費用（約1400万ドル）を負担することでソユーズTM-11に乗って宇宙に行っている。自費で宇宙に行った民間人を宇宙旅行者とした場合、その最初はチトーだが、民間の費用で宇宙に行った人物を宇宙旅行者とした場合には、秋山が最初となる。

## 歴史
便宜上、ソユーズ宇宙船以外の記事にも触れる。
- 1964年8月3日 ソユーズOK（地球周回）、ソユーズL1（有人月周回）、ソユーズL3（有人月面着陸）開発に対するソ連政府許可が下りる。有人月周回は革命50周年にあたる1967年後半を、月面着陸は1970年第四四半期を予定していた。
- 1967年4月、ソユーズ計画最初の一人乗りソユーズ1号は打ち上げ・地球周回飛行に成功した後、大気圏再突入したが、着陸用パラシュートが開かずに地面に墜落。ウラジーミル・コマロフ飛行士が死亡した。
- 1968年10月、ソユーズ3号が無人の2号とのランデブーに成功。
- 1968年12月9日 有人ソユーズL1（月周回）打ち上げ予定日。飛行士（レオノフ・マカロフ）はバイコヌール基地で待機し準備は完全だったが、結局政府許可が下りず延期。
- 1969年1月、4号と5号のドッキングに成功し、15日に5号乗組員のうち2人が4号に乗り移った。5号の再突入時、帰還船が機械船から分離せずそのまま突入、かろうじて分離はするも着陸時の逆噴射ロケットが作動せず、ボリス・ボリノフ飛行士が重傷。
- 1969年10月、ソユーズ6号、7号、8号が、史上初の有人宇宙船編隊飛行を行う。
- 1970年10月30日、ソユーズL1計画の中止が決定。
- 1971年4月19日、世界初の宇宙ステーション、サリュート1号の打ち上げ成功。
- 1971年4月23日、10号がサリュート1号とドッキングするが搭乗に失敗、25日に帰還。
- 1971年6月7日、11号がサリュート1号にドッキング。6月29日にサリュートを離れ、30日地球に帰還するが、機体の気密が漏れたため飛行士3人（ゲオルギー・ドブロボルスキー、ウラジスラフ・ボルコフ、ビクトル・パツァーエフ）が窒息死した。
- 1974年6月、14号がサリュート3号とドッキング、飛行士がサリュート3号に乗り移った。
- 1974年6月23日、ソユーズL3計画の中止が決定。
- 1975年4月5日、ソユーズ18号と命名される予定の機を打ち上げるロケットが第2段と3段の分離に失敗した。宇宙船は高度192kmで緊急に切り離され帰還に成功したが、無理な大気圏突入（15Gもの力が掛かった）のため飛行士は重傷。
- 1975年5月24日、代替の18号（ソユーズ18B）が打ち上げられ、サリュート4号とドッキングした。
- 1975年7月15日、ソユーズ19号がアメリカ合衆国のアポロ18号とのドッキングに成功（アポロ・ソユーズテスト）。
- 1976年10月14日、ソユーズ23号がサリュート5号とのドッキングに失敗、2日後に帰還するも帰還予定地から東およそ200kmのカザフスタンのテンギス湖に着水、マイナス20℃近いブリザードの中、一晩閉じ込められる。
- 1983年9月26日、ソユーズT-10-1が発射台上で爆発、ウラジミール・チトフら2人の宇宙飛行士は緊急脱出システムで無事脱出。詳細が正式に明らかになったのがチャレンジャーの事故の直後のため、後に“ソビエトのチャレンジャー”と呼ばれた。
- 1986年6月、ソユーズ宇宙船によるサリュート7号へのミッションを終了（再突入は1991年）。
- 1986年2月19日、宇宙ステーションミールの打ち上げに成功、運用開始。
- 1988年9月、ソユーズTM-5が地球への帰還のためロケットを噴射した直後、コンピュータがシステムの不具合を検出してエンジンを緊急停止した。ロシア人船長のリャホフがモスクワからの指示を悠然と待っている間、アフガニスタン人の副操縦士ムハンマドは自分なりの経験に基づいて計器盤をチェックしたところ、コンピュータが自動モードに入ったままの状態であるのを発見した。彼の報告により自動モードは直ちに解除されたが、もしこのとき副操縦士があと1分以内に事態に気づいていなかったら、機械船は自動的に切り離され、2人は地球に帰還するすべをなくして確実に死亡していたと推測される。
- 1990年12月2日、ソユーズTM-11にTBSの宇宙特派員として秋山豊寛が搭乗。秋山はソビエト連邦で宇宙飛行士の資格を取得してソユーズに搭乗したため、日本人で初めて宇宙空間に進出した宇宙飛行士となった。その模様は『日本人初!宇宙へ』で日本で放送された。彼は宇宙ステーションミールに1週間滞在後、ソユーズTM-10にて帰還。
- 1991年12月、ソビエト連邦が崩壊、ロシア連邦発足。
- 2000年7月12日、国際宇宙ステーション (ISS) の居住モジュール「ズヴェズダ」打ち上げ、本体とのドッキング後に運用開始。
- 2001年3月23日、ミールの運用廃止、大気圏に突入。
- 2003年2月、コロンビア号空中分解事故が発生し、スペースシャトルの打ち上げが停止。シャトルの打ち上げが再開された2005年7月までの約2年半の間は、ソユーズ宇宙船が地球と国際宇宙ステーションを結ぶ唯一の手段となっていた。
- 2009年7月2日、ISSにドッキング中のソユーズTMA-14がドッキングポート間を移動するため一時的に分離した際、ISSに滞在していたJAXAの若田光一宇宙飛行士が搭乗。ソユーズに搭乗した日本人は、秋山豊寛に続いて2人目である（地球とISSとの往還はスペースシャトルで行った）。
- 2009年9月30日、このソユーズTMA-16から、ISSへのクルーの輸送はソユーズ宇宙船のみに依存する事になった。スペースシャトルによる滞在クルーの輸送は、STS-128/STS-129が最後である。
- 2009年12月21日、JAXAの野口聡一宇宙飛行士が搭乗したソユーズTMA-17が打ち上げられた。2010年6月2日、ISSにおける161日間の任務を終え、ソユーズTMA-17にて帰還した。尚、彼の宇宙滞在期間は若田光一の159日10時間46分を超える日本人最長記録となった。
- 2011年6月8日、JAXAの古川聡宇宙飛行士が搭乗したソユーズTMA-02Mが打ち上げられた。
- 2011年7月21日、スペースシャトルの最後のミッションとなるSTS-135が終了。
- 2011年8月24日、無人補給船プログレスM-12Mが打上げに失敗。9月に予定されていたソユーズTMA-22の打上げは11月に延期。
- 2011年10月21日、南米のギアナ宇宙センターで、初のソユーズロケットによる人工衛星の打ち上げ。
- 2011年11月14日、延期されていたソユーズTMA-22の打ち上げに成功。2011年11月22日、古川聡宇宙飛行士がソユーズTMA-02Mで帰還。古川宇宙飛行士はISSに165日間滞在。ISSとの往復を含めた宇宙滞在時間は167日間で、野口聡一の同163日間を抜いて日本人最長記録を更新した[14]。
- 2012年7月15日、JAXAの星出彰彦宇宙飛行士が搭乗したソユーズTMA-05Mが打ち上げられた。
- 2012年11月19日、星出宇宙飛行士がソユーズTMA-05Mで帰還。星出宇宙飛行士はISSに約125日間滞在、往復を含めた宇宙滞在時間は約127日だった[15]。
- 2018年10月11日、1段目のロケットを切り離す際に異常が発生し、打ち上げに失敗。ロシア、米国の宇宙飛行士2人が緊急脱出し、無事帰還した[16]。
- 2018年12月3日、同年10月11日の事故後初となる有人での打ち上げに成功。国際宇宙ステーションへの有人宇宙飛行が再開された[17][18][19]。
- 2022年12月15日午前11:20（日本時間）ISSにドッキング中のソユーズMS-22から冷却材とみられる物質が漏洩したため船外活動中止。ISS滞在の7名のクルーは無事[20]。

## ギャラリー

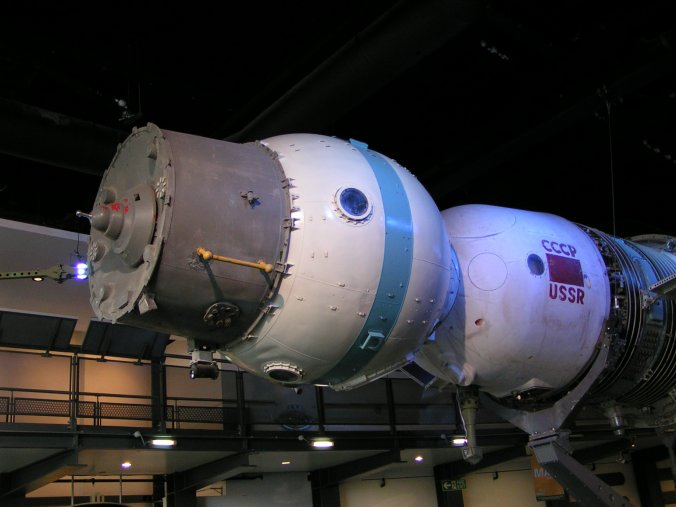
初期のソユーズ7K-OK。レスターのイギリス国立宇宙センターにて
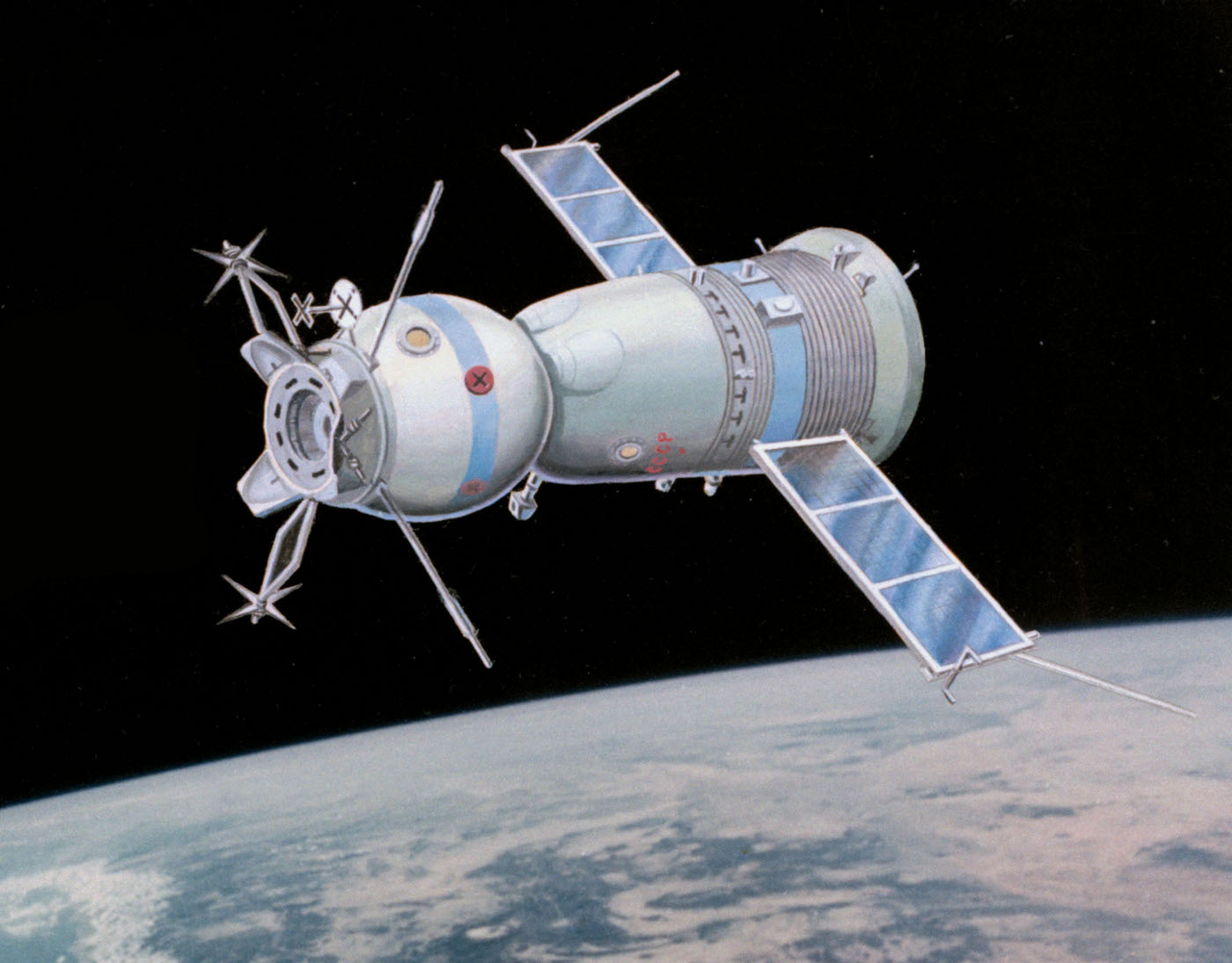
アポロ・ソユーズテスト計画 (ASTP) で使用されたソユーズ19号
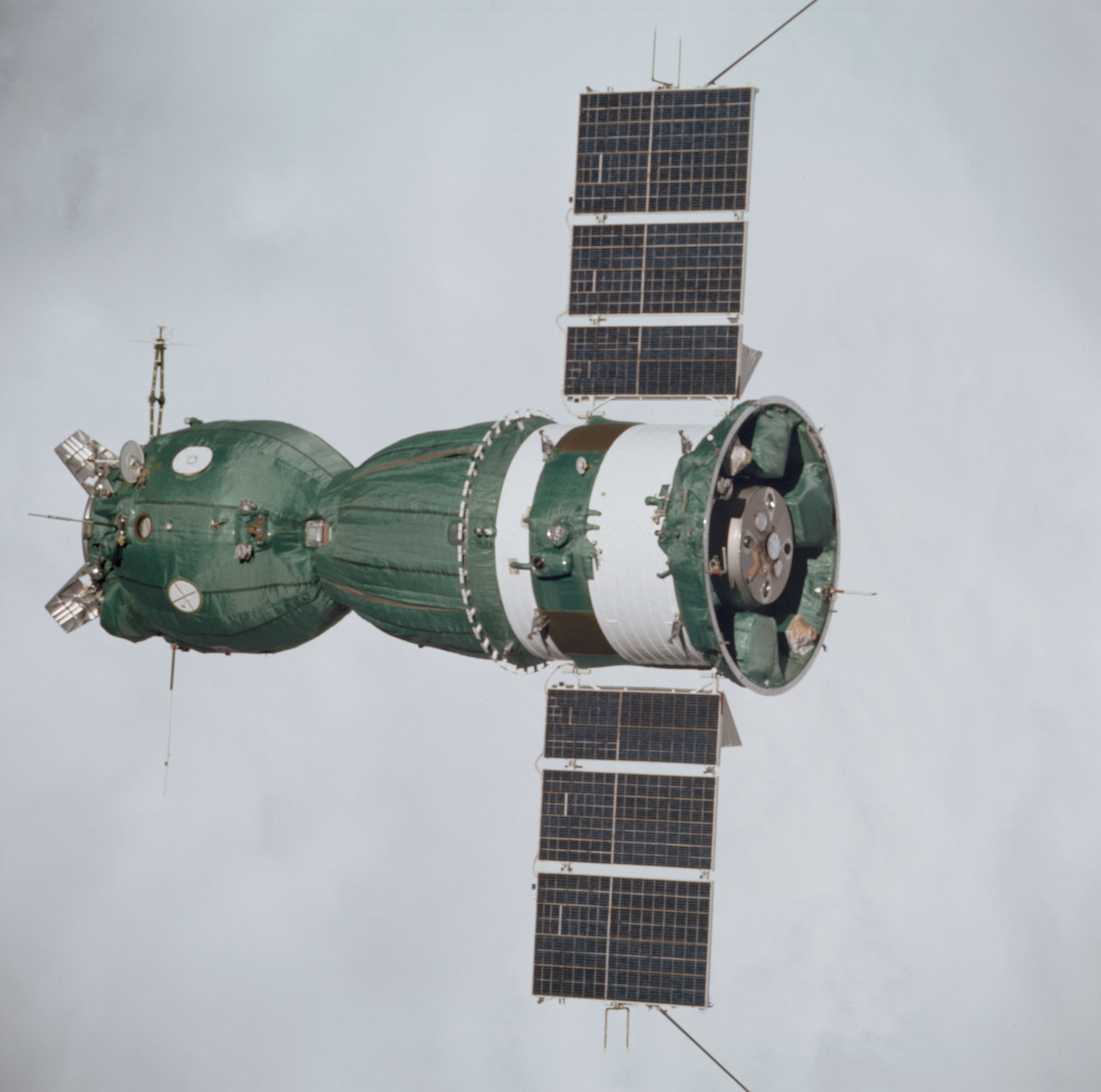
ソユーズ19号
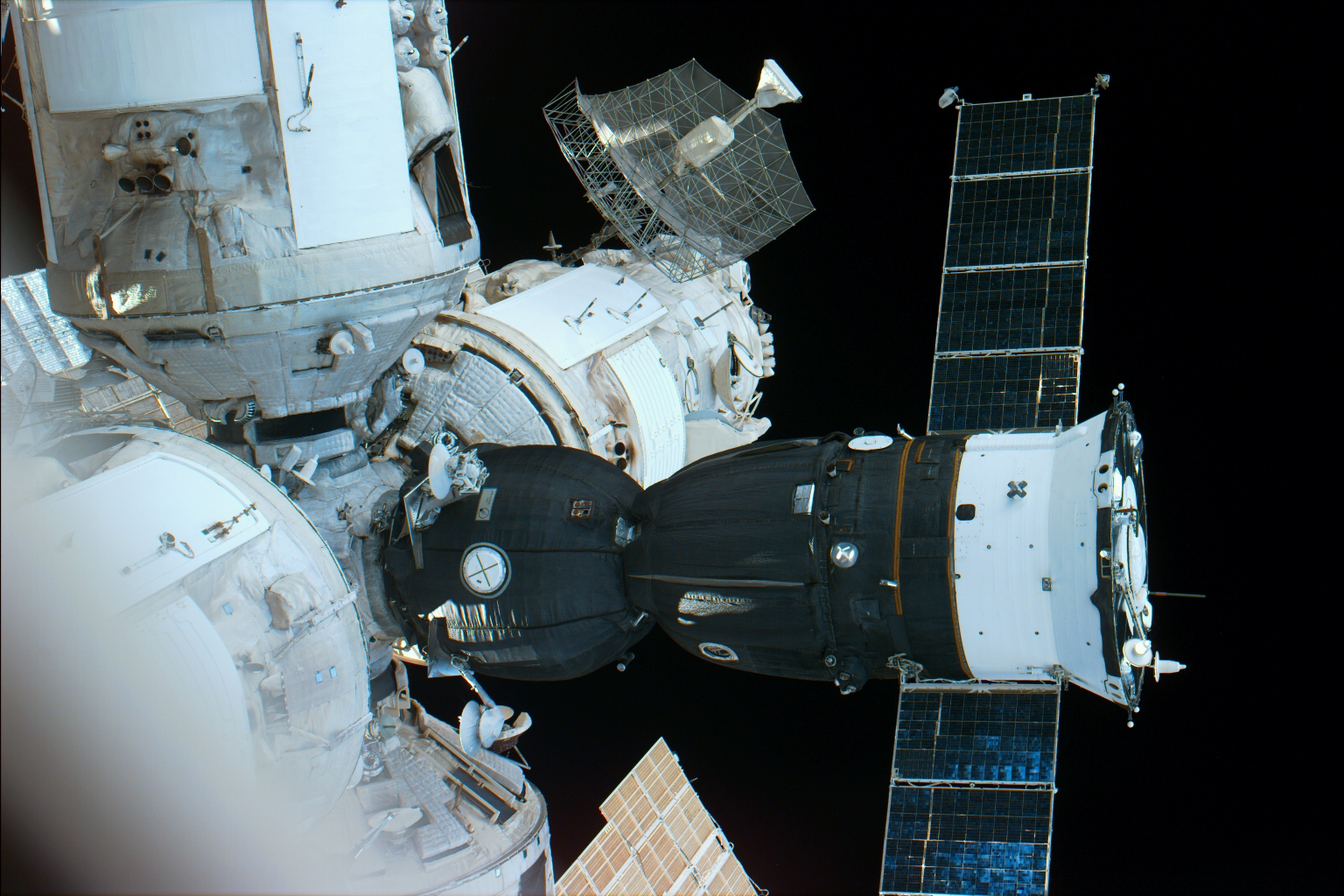
ミールと接続したソユーズ
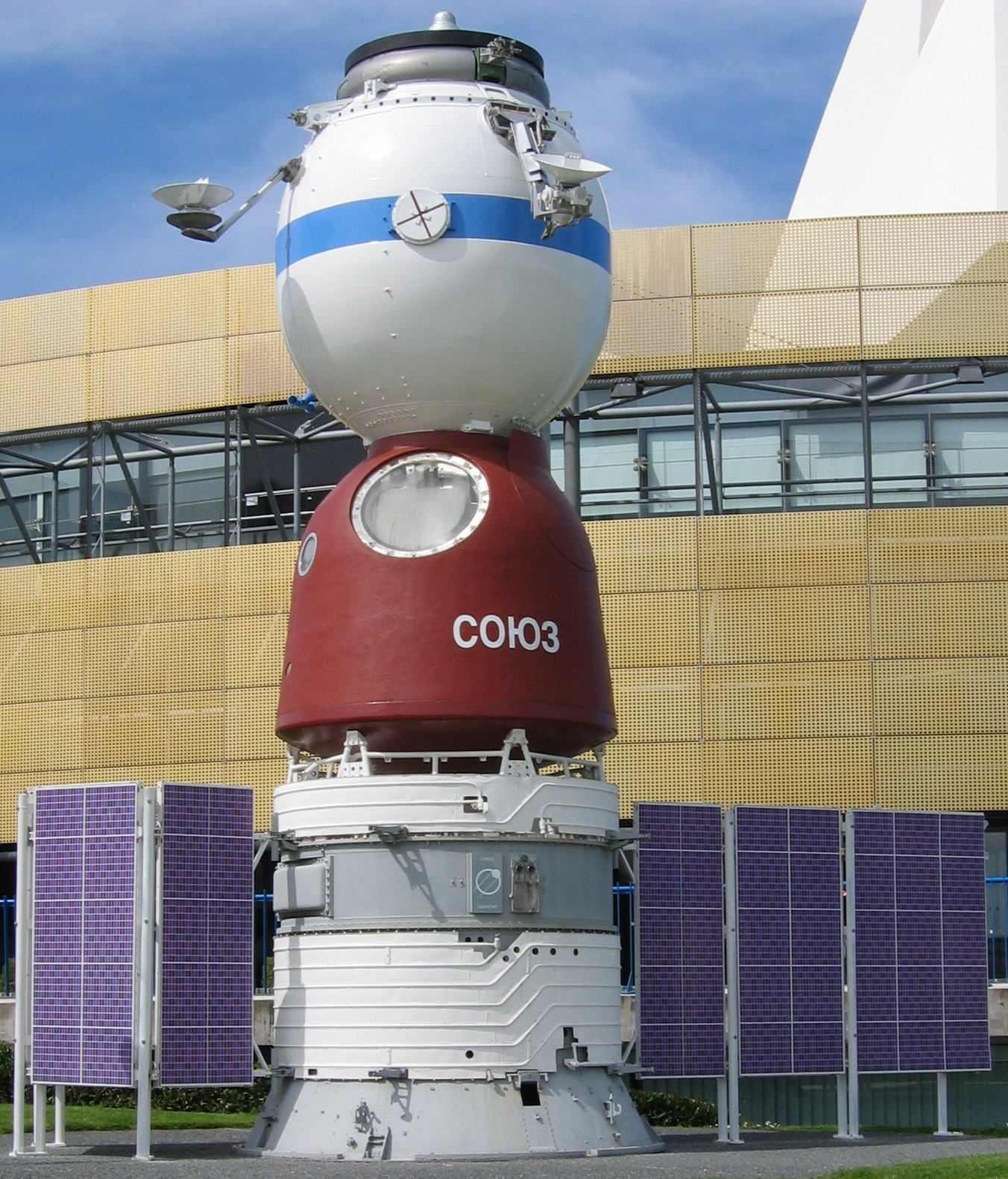
ソユーズ宇宙船のモックアップ
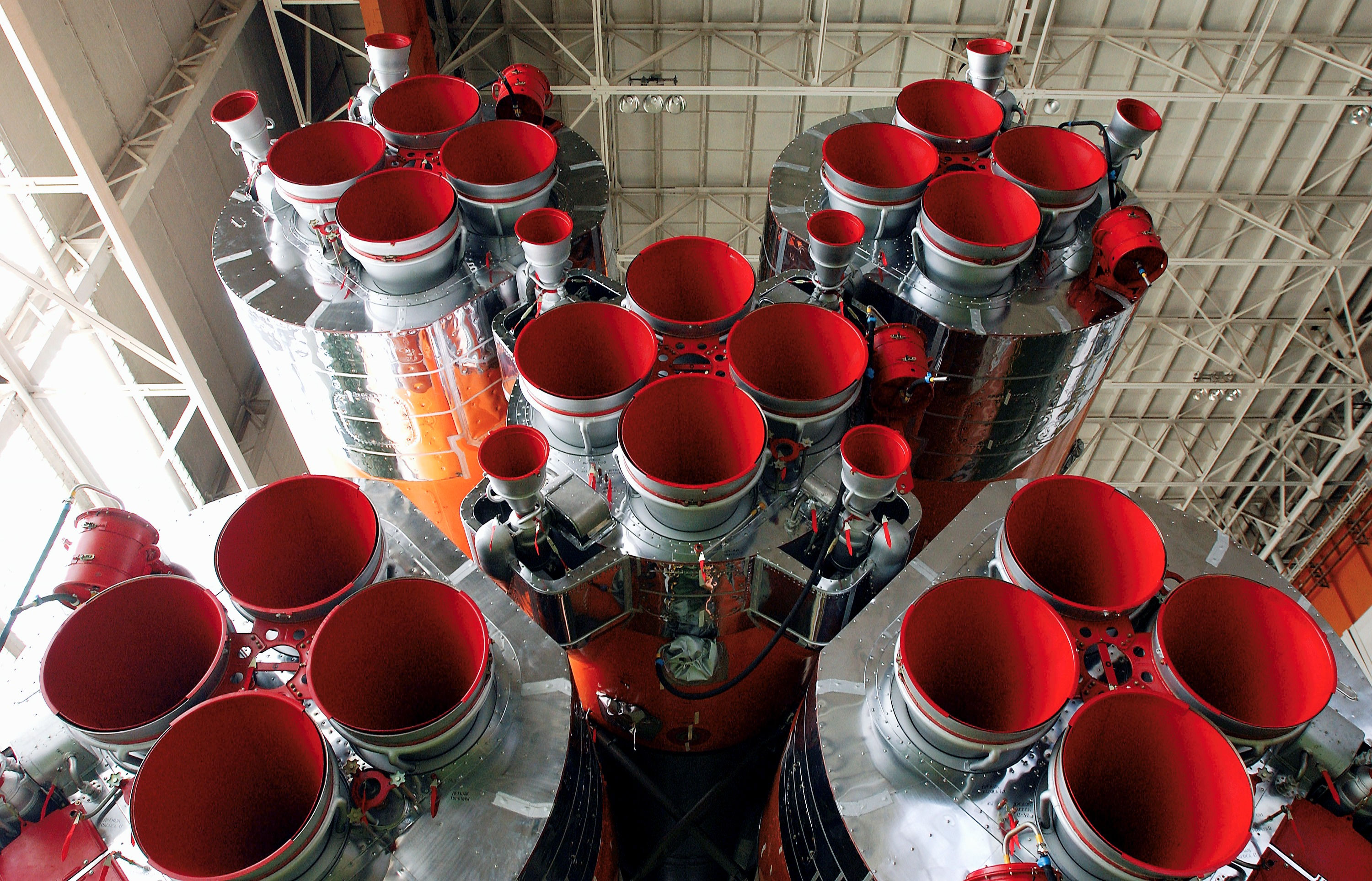
ソユーズ打上げロケットのエンジン
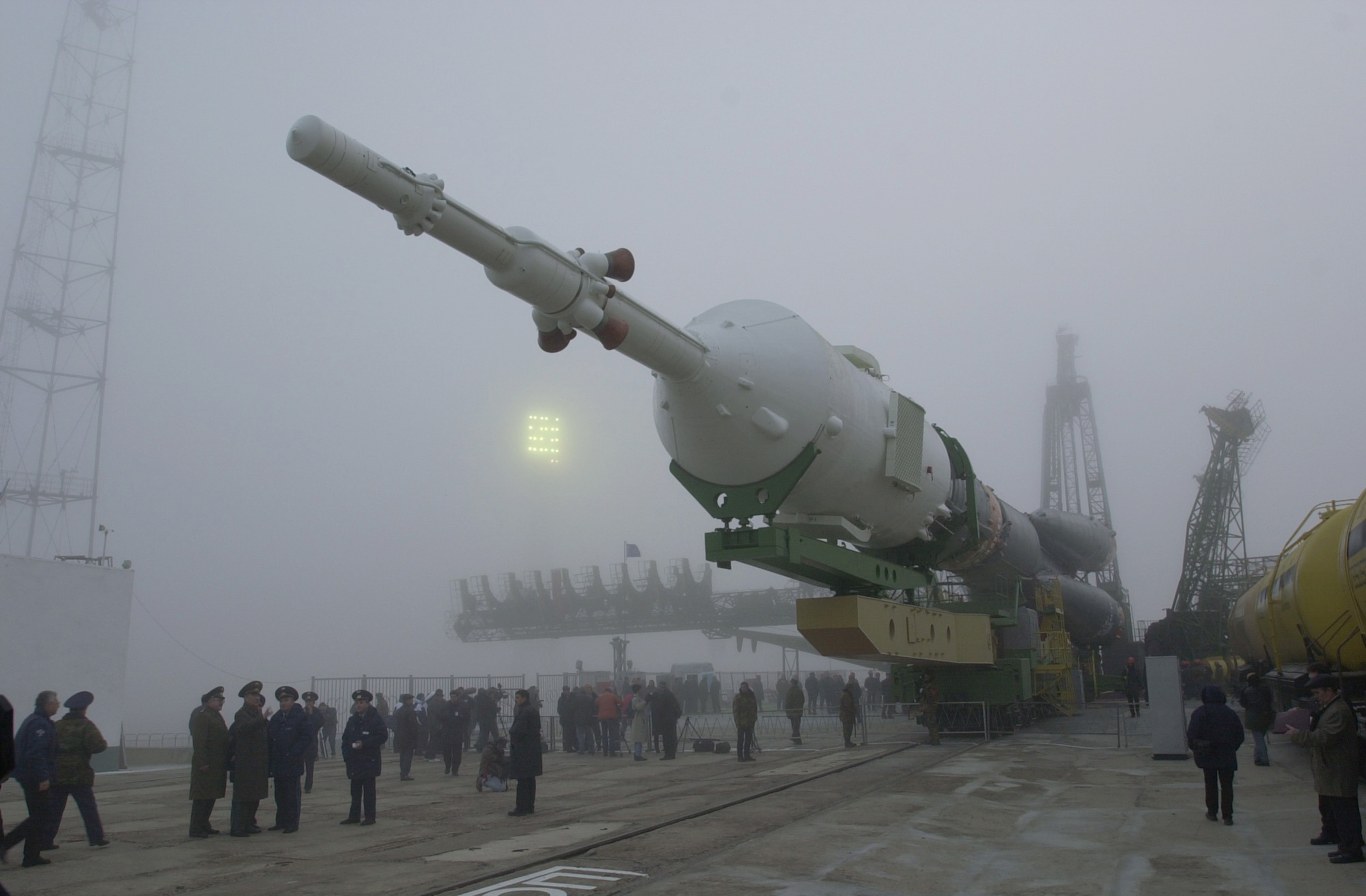
発射台へ移動するソユーズTM-31、2000年10月29日
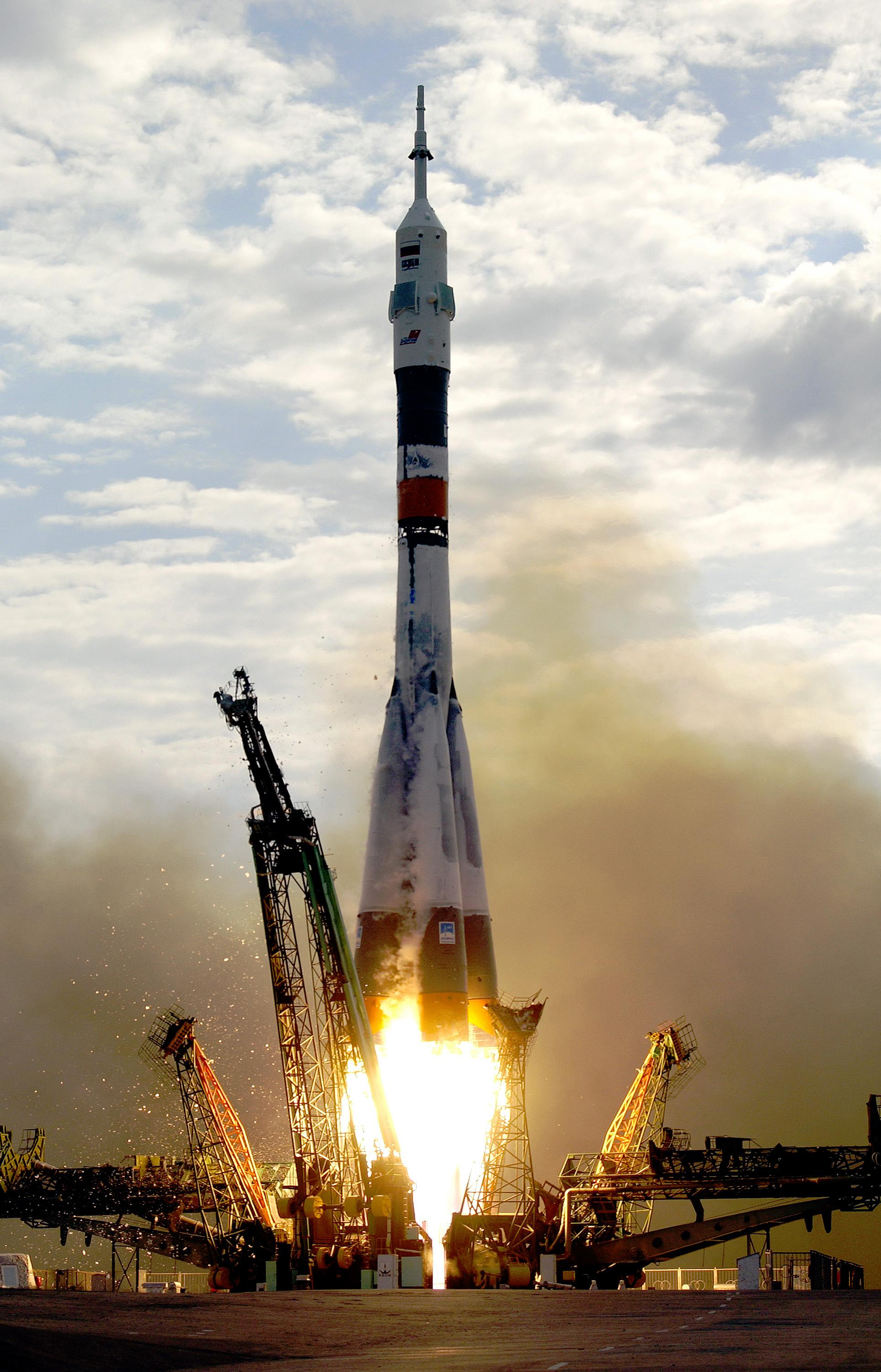
ソユーズTMA-2の打上げ。2003年4月26日、バイコヌール
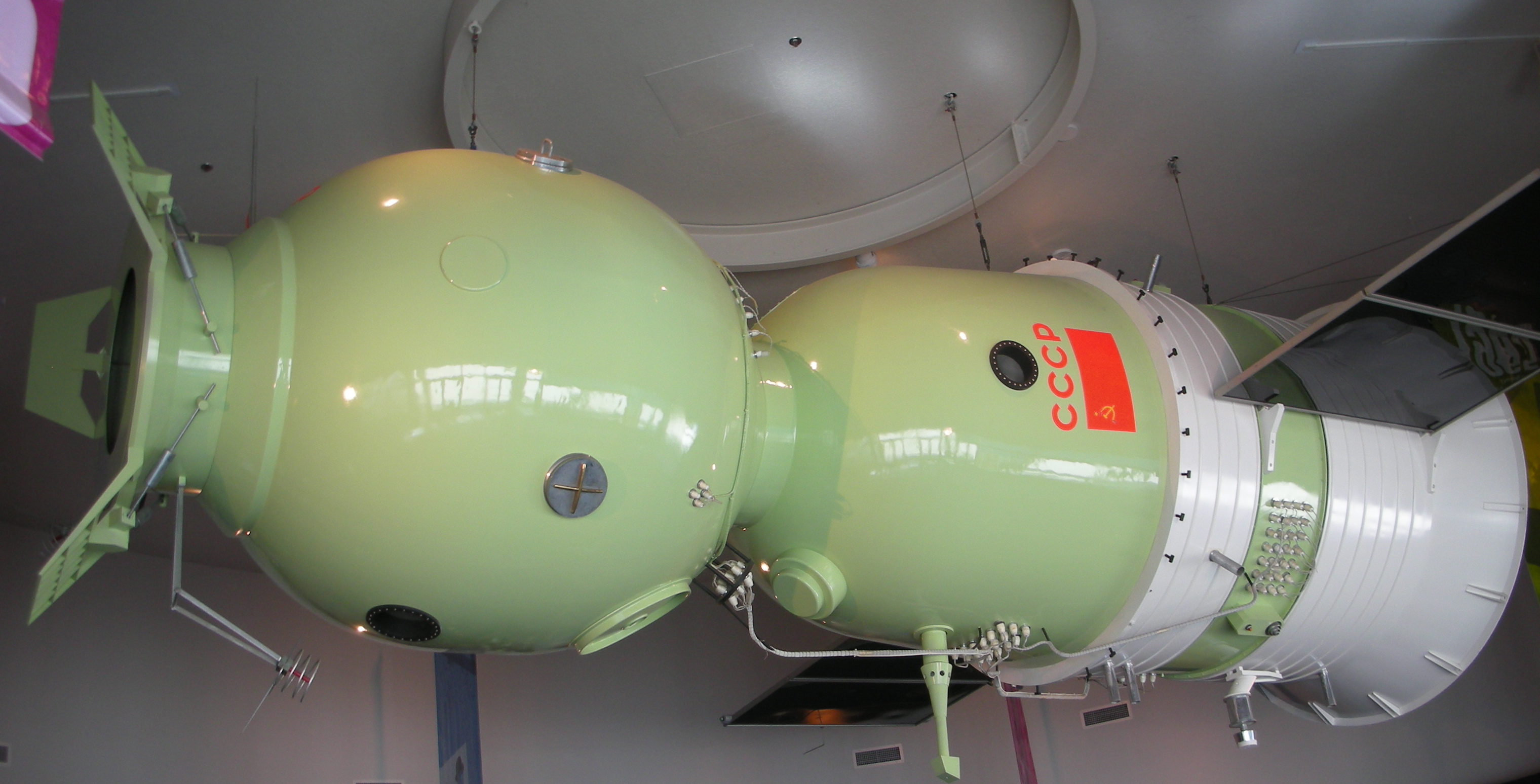
ケネディ宇宙センターに展示されているソユーズ宇宙船